# (5818) 1989 RC1
(5818) 1989 RC1 es un asteroide perteneciente al cinturón de asteroides, región del sistema solar que se encuentra entre las órbitas de Marte y Júpiter, descubierto el 5 de septiembre de 1989 por Alan C. Gilmore y la también astrónoma Pamela M. Kilmartin desde el Observatorio Universitario del Monte John, Isla Sur, Nueva Zelanda.

## Designación y nombre
Designado provisionalmente como 1989 RC1. 

## Características orbitales
1989 RC1 está situado a una distancia media del Sol de 2,374 ua, pudiendo alejarse hasta 3,021 ua y acercarse hasta 1,727 ua. Su excentricidad es 0,272 y la inclinación orbital 14,11 grados. Emplea 1336,18 días en completar una órbita alrededor del Sol.

## Características físicas
La magnitud absoluta de 1989 RC1 es 13,2. Tiene 9,082 km de diámetro y su albedo se estima en 0,148. 